# يوكيكو كودو
 يوكيكو كودو (باليابانية: 工藤 有希子 ) هي شخصية خيالية في أنمي المحقق كونان حيث أنها والدة سينشي كودو. اسمها الحقيقي هو يوكيكو فوجيميني و تعمل كممثلة وتجيد فن التنكر هي وبلموت وقد تعلما فن التنكر من كوروبا تويتشي والد كايتو كيد. تعيش مع زوجها يوساكو كودو في لوس أنجلوس وهي صديقة إيري كيساكي أم ران. في أول ظهور لها في الحلقة 43، تنكرت بشخصية فوميو إيدوجاوا وهي شخصية إبتكرتها يوكيكو حتى تمنع ران من معرفة حقيقة سينشي  بعدما روى لها الدكتور أغاسا قصة ابنها سينشي مع المنظمة السوداء، وتقنعها بأنها أم كونان إدوغاوا. ولكنها في نفس الوقت خدعت كونان، الذي اعتقد لبرهة أنها من المنظمة السوداء، بعدها أخبرت يوكيكو كونان بحقيقة هذا المقلب.
تعتبر يوكيكو ممثلة مشهورة عالميا، وربما يكون هذا سبب امتلاك كونان موهبة التمثيل أثناء تقليد أصوات الشخصيات. و زوجها هو يوساكو كودو، أشهر كاتب للروايات البوليسية ووالد شينتشي. كما أنها ماهرة أيضا في التنكر وقد ساعدت شينتشي في العديد من اللحظات المصيرية بفضل تنكرها، وهي وزوجها يعلمان حقيقة تقلصه.

## حلقات الظهور
| رقم الحلقة | عنوان الحلقة                                                      | الفصل        |
| ---------- | ----------------------------------------------------------------- | ------------ |
| 043        | اختطاف كونان                                                      | 049-050-051  |
| 096        | واكب المحقق العظيم                                                | 131-138      |
| 144-145    | جريمة قتل على متن القطار                                          | 215-218      |
| 192-193    | الإحياء اليائس                                                    | 258-260      |
| 286-288    | سينشي كودو في نيويورك                                             | 350 -351-354 |
| 333-334    | الأميرات المتماثلات                                               | 413-414-416  |
| 335-336    | سر استديو توتو لتحميض الافلام                                     | 417-419      |
| 345        | المواجهة وجهًا لوجه مع المنظمة السوداء: لغزان في ليلة اكتمال القمر | 429-434      |
| 472-473    | مغامرة الطفولة في شينيتشي                                         | 570-573      |
| 490        | هاتوري هيجي في مواجهة كودو شينتشي على المنحدرات الثلجية           | 518-522      |
| 616-621    | إلهام هولمز                                                       | 743-751      |
| 701-704    | قطار الغموض الأسحم                                                | 818-824      |
| 779-783    | الآرك القرمزي                                                     | 891-898      |
| 853-854    | ذكريات صف زهرة الكرز                                              | 921-924      |
| 927-928    | رحلة المدرسة القرمزية                                             | 1005         |
| 942        | البحث عن ماريا - تشان                                             | 1008         |
| 954        | كوكتيل المتاهة                                                    | 1012         |